# Шахматная нотация
Шахматная нотация (от лат. notatio — записывание, обозначение) — система условных обозначений, применяемых для записи шахматной партии или положения фигур на шахматной доске.
В большинстве стран принята алгебраическая нотация. Впервые она была предложена ещё в 1616 году в сочинении «Шахматы, или Королевская игра» немецкого герцога Августа Младшего (псевдоним — Густавус Селенус). В следующем столетии нотацию разрабатывал Филипп Стамма, и, наконец, в современном виде она появилась в книге, изданной в Германии в 1784 году Мозесом Гиршелем.

## Именование клеток
|   | a | b | c | d | e | f | g | h |   |
| - | --- | --- | --- | --- | --- | --- | --- | --- | - |
| 8 | a8 чёрная ладья · b8 чёрный конь · c8 чёрный слон · d8 чёрный ферзь · e8 чёрный король · f8 чёрный слон · g8 чёрный конь · h8 чёрная ладья · a7 чёрная пешка · b7 чёрная пешка · c7 чёрная пешка · d7 чёрная пешка · e7 чёрная пешка · f7 чёрная пешка · g7 чёрная пешка · h7 чёрная пешка · a2 белая пешка · b2 белая пешка · c2 белая пешка · d2 белая пешка · e2 белая пешка · f2 белая пешка · g2 белая пешка · h2 белая пешка · a1 белая ладья · b1 белый конь · c1 белый слон · d1 белый ферзь · e1 белый король · f1 белый слон · g1 белый конь · h1 белая ладья | a8 чёрная ладья · b8 чёрный конь · c8 чёрный слон · d8 чёрный ферзь · e8 чёрный король · f8 чёрный слон · g8 чёрный конь · h8 чёрная ладья · a7 чёрная пешка · b7 чёрная пешка · c7 чёрная пешка · d7 чёрная пешка · e7 чёрная пешка · f7 чёрная пешка · g7 чёрная пешка · h7 чёрная пешка · a2 белая пешка · b2 белая пешка · c2 белая пешка · d2 белая пешка · e2 белая пешка · f2 белая пешка · g2 белая пешка · h2 белая пешка · a1 белая ладья · b1 белый конь · c1 белый слон · d1 белый ферзь · e1 белый король · f1 белый слон · g1 белый конь · h1 белая ладья | a8 чёрная ладья · b8 чёрный конь · c8 чёрный слон · d8 чёрный ферзь · e8 чёрный король · f8 чёрный слон · g8 чёрный конь · h8 чёрная ладья · a7 чёрная пешка · b7 чёрная пешка · c7 чёрная пешка · d7 чёрная пешка · e7 чёрная пешка · f7 чёрная пешка · g7 чёрная пешка · h7 чёрная пешка · a2 белая пешка · b2 белая пешка · c2 белая пешка · d2 белая пешка · e2 белая пешка · f2 белая пешка · g2 белая пешка · h2 белая пешка · a1 белая ладья · b1 белый конь · c1 белый слон · d1 белый ферзь · e1 белый король · f1 белый слон · g1 белый конь · h1 белая ладья | a8 чёрная ладья · b8 чёрный конь · c8 чёрный слон · d8 чёрный ферзь · e8 чёрный король · f8 чёрный слон · g8 чёрный конь · h8 чёрная ладья · a7 чёрная пешка · b7 чёрная пешка · c7 чёрная пешка · d7 чёрная пешка · e7 чёрная пешка · f7 чёрная пешка · g7 чёрная пешка · h7 чёрная пешка · a2 белая пешка · b2 белая пешка · c2 белая пешка · d2 белая пешка · e2 белая пешка · f2 белая пешка · g2 белая пешка · h2 белая пешка · a1 белая ладья · b1 белый конь · c1 белый слон · d1 белый ферзь · e1 белый король · f1 белый слон · g1 белый конь · h1 белая ладья | a8 чёрная ладья · b8 чёрный конь · c8 чёрный слон · d8 чёрный ферзь · e8 чёрный король · f8 чёрный слон · g8 чёрный конь · h8 чёрная ладья · a7 чёрная пешка · b7 чёрная пешка · c7 чёрная пешка · d7 чёрная пешка · e7 чёрная пешка · f7 чёрная пешка · g7 чёрная пешка · h7 чёрная пешка · a2 белая пешка · b2 белая пешка · c2 белая пешка · d2 белая пешка · e2 белая пешка · f2 белая пешка · g2 белая пешка · h2 белая пешка · a1 белая ладья · b1 белый конь · c1 белый слон · d1 белый ферзь · e1 белый король · f1 белый слон · g1 белый конь · h1 белая ладья | a8 чёрная ладья · b8 чёрный конь · c8 чёрный слон · d8 чёрный ферзь · e8 чёрный король · f8 чёрный слон · g8 чёрный конь · h8 чёрная ладья · a7 чёрная пешка · b7 чёрная пешка · c7 чёрная пешка · d7 чёрная пешка · e7 чёрная пешка · f7 чёрная пешка · g7 чёрная пешка · h7 чёрная пешка · a2 белая пешка · b2 белая пешка · c2 белая пешка · d2 белая пешка · e2 белая пешка · f2 белая пешка · g2 белая пешка · h2 белая пешка · a1 белая ладья · b1 белый конь · c1 белый слон · d1 белый ферзь · e1 белый король · f1 белый слон · g1 белый конь · h1 белая ладья | a8 чёрная ладья · b8 чёрный конь · c8 чёрный слон · d8 чёрный ферзь · e8 чёрный король · f8 чёрный слон · g8 чёрный конь · h8 чёрная ладья · a7 чёрная пешка · b7 чёрная пешка · c7 чёрная пешка · d7 чёрная пешка · e7 чёрная пешка · f7 чёрная пешка · g7 чёрная пешка · h7 чёрная пешка · a2 белая пешка · b2 белая пешка · c2 белая пешка · d2 белая пешка · e2 белая пешка · f2 белая пешка · g2 белая пешка · h2 белая пешка · a1 белая ладья · b1 белый конь · c1 белый слон · d1 белый ферзь · e1 белый король · f1 белый слон · g1 белый конь · h1 белая ладья | a8 чёрная ладья · b8 чёрный конь · c8 чёрный слон · d8 чёрный ферзь · e8 чёрный король · f8 чёрный слон · g8 чёрный конь · h8 чёрная ладья · a7 чёрная пешка · b7 чёрная пешка · c7 чёрная пешка · d7 чёрная пешка · e7 чёрная пешка · f7 чёрная пешка · g7 чёрная пешка · h7 чёрная пешка · a2 белая пешка · b2 белая пешка · c2 белая пешка · d2 белая пешка · e2 белая пешка · f2 белая пешка · g2 белая пешка · h2 белая пешка · a1 белая ладья · b1 белый конь · c1 белый слон · d1 белый ферзь · e1 белый король · f1 белый слон · g1 белый конь · h1 белая ладья | 8 |
| 7 | a8 чёрная ладья · b8 чёрный конь · c8 чёрный слон · d8 чёрный ферзь · e8 чёрный король · f8 чёрный слон · g8 чёрный конь · h8 чёрная ладья · a7 чёрная пешка · b7 чёрная пешка · c7 чёрная пешка · d7 чёрная пешка · e7 чёрная пешка · f7 чёрная пешка · g7 чёрная пешка · h7 чёрная пешка · a2 белая пешка · b2 белая пешка · c2 белая пешка · d2 белая пешка · e2 белая пешка · f2 белая пешка · g2 белая пешка · h2 белая пешка · a1 белая ладья · b1 белый конь · c1 белый слон · d1 белый ферзь · e1 белый король · f1 белый слон · g1 белый конь · h1 белая ладья | a8 чёрная ладья · b8 чёрный конь · c8 чёрный слон · d8 чёрный ферзь · e8 чёрный король · f8 чёрный слон · g8 чёрный конь · h8 чёрная ладья · a7 чёрная пешка · b7 чёрная пешка · c7 чёрная пешка · d7 чёрная пешка · e7 чёрная пешка · f7 чёрная пешка · g7 чёрная пешка · h7 чёрная пешка · a2 белая пешка · b2 белая пешка · c2 белая пешка · d2 белая пешка · e2 белая пешка · f2 белая пешка · g2 белая пешка · h2 белая пешка · a1 белая ладья · b1 белый конь · c1 белый слон · d1 белый ферзь · e1 белый король · f1 белый слон · g1 белый конь · h1 белая ладья | a8 чёрная ладья · b8 чёрный конь · c8 чёрный слон · d8 чёрный ферзь · e8 чёрный король · f8 чёрный слон · g8 чёрный конь · h8 чёрная ладья · a7 чёрная пешка · b7 чёрная пешка · c7 чёрная пешка · d7 чёрная пешка · e7 чёрная пешка · f7 чёрная пешка · g7 чёрная пешка · h7 чёрная пешка · a2 белая пешка · b2 белая пешка · c2 белая пешка · d2 белая пешка · e2 белая пешка · f2 белая пешка · g2 белая пешка · h2 белая пешка · a1 белая ладья · b1 белый конь · c1 белый слон · d1 белый ферзь · e1 белый король · f1 белый слон · g1 белый конь · h1 белая ладья | a8 чёрная ладья · b8 чёрный конь · c8 чёрный слон · d8 чёрный ферзь · e8 чёрный король · f8 чёрный слон · g8 чёрный конь · h8 чёрная ладья · a7 чёрная пешка · b7 чёрная пешка · c7 чёрная пешка · d7 чёрная пешка · e7 чёрная пешка · f7 чёрная пешка · g7 чёрная пешка · h7 чёрная пешка · a2 белая пешка · b2 белая пешка · c2 белая пешка · d2 белая пешка · e2 белая пешка · f2 белая пешка · g2 белая пешка · h2 белая пешка · a1 белая ладья · b1 белый конь · c1 белый слон · d1 белый ферзь · e1 белый король · f1 белый слон · g1 белый конь · h1 белая ладья | a8 чёрная ладья · b8 чёрный конь · c8 чёрный слон · d8 чёрный ферзь · e8 чёрный король · f8 чёрный слон · g8 чёрный конь · h8 чёрная ладья · a7 чёрная пешка · b7 чёрная пешка · c7 чёрная пешка · d7 чёрная пешка · e7 чёрная пешка · f7 чёрная пешка · g7 чёрная пешка · h7 чёрная пешка · a2 белая пешка · b2 белая пешка · c2 белая пешка · d2 белая пешка · e2 белая пешка · f2 белая пешка · g2 белая пешка · h2 белая пешка · a1 белая ладья · b1 белый конь · c1 белый слон · d1 белый ферзь · e1 белый король · f1 белый слон · g1 белый конь · h1 белая ладья | a8 чёрная ладья · b8 чёрный конь · c8 чёрный слон · d8 чёрный ферзь · e8 чёрный король · f8 чёрный слон · g8 чёрный конь · h8 чёрная ладья · a7 чёрная пешка · b7 чёрная пешка · c7 чёрная пешка · d7 чёрная пешка · e7 чёрная пешка · f7 чёрная пешка · g7 чёрная пешка · h7 чёрная пешка · a2 белая пешка · b2 белая пешка · c2 белая пешка · d2 белая пешка · e2 белая пешка · f2 белая пешка · g2 белая пешка · h2 белая пешка · a1 белая ладья · b1 белый конь · c1 белый слон · d1 белый ферзь · e1 белый король · f1 белый слон · g1 белый конь · h1 белая ладья | a8 чёрная ладья · b8 чёрный конь · c8 чёрный слон · d8 чёрный ферзь · e8 чёрный король · f8 чёрный слон · g8 чёрный конь · h8 чёрная ладья · a7 чёрная пешка · b7 чёрная пешка · c7 чёрная пешка · d7 чёрная пешка · e7 чёрная пешка · f7 чёрная пешка · g7 чёрная пешка · h7 чёрная пешка · a2 белая пешка · b2 белая пешка · c2 белая пешка · d2 белая пешка · e2 белая пешка · f2 белая пешка · g2 белая пешка · h2 белая пешка · a1 белая ладья · b1 белый конь · c1 белый слон · d1 белый ферзь · e1 белый король · f1 белый слон · g1 белый конь · h1 белая ладья | a8 чёрная ладья · b8 чёрный конь · c8 чёрный слон · d8 чёрный ферзь · e8 чёрный король · f8 чёрный слон · g8 чёрный конь · h8 чёрная ладья · a7 чёрная пешка · b7 чёрная пешка · c7 чёрная пешка · d7 чёрная пешка · e7 чёрная пешка · f7 чёрная пешка · g7 чёрная пешка · h7 чёрная пешка · a2 белая пешка · b2 белая пешка · c2 белая пешка · d2 белая пешка · e2 белая пешка · f2 белая пешка · g2 белая пешка · h2 белая пешка · a1 белая ладья · b1 белый конь · c1 белый слон · d1 белый ферзь · e1 белый король · f1 белый слон · g1 белый конь · h1 белая ладья | 7 |
| 6 | a8 чёрная ладья · b8 чёрный конь · c8 чёрный слон · d8 чёрный ферзь · e8 чёрный король · f8 чёрный слон · g8 чёрный конь · h8 чёрная ладья · a7 чёрная пешка · b7 чёрная пешка · c7 чёрная пешка · d7 чёрная пешка · e7 чёрная пешка · f7 чёрная пешка · g7 чёрная пешка · h7 чёрная пешка · a2 белая пешка · b2 белая пешка · c2 белая пешка · d2 белая пешка · e2 белая пешка · f2 белая пешка · g2 белая пешка · h2 белая пешка · a1 белая ладья · b1 белый конь · c1 белый слон · d1 белый ферзь · e1 белый король · f1 белый слон · g1 белый конь · h1 белая ладья | a8 чёрная ладья · b8 чёрный конь · c8 чёрный слон · d8 чёрный ферзь · e8 чёрный король · f8 чёрный слон · g8 чёрный конь · h8 чёрная ладья · a7 чёрная пешка · b7 чёрная пешка · c7 чёрная пешка · d7 чёрная пешка · e7 чёрная пешка · f7 чёрная пешка · g7 чёрная пешка · h7 чёрная пешка · a2 белая пешка · b2 белая пешка · c2 белая пешка · d2 белая пешка · e2 белая пешка · f2 белая пешка · g2 белая пешка · h2 белая пешка · a1 белая ладья · b1 белый конь · c1 белый слон · d1 белый ферзь · e1 белый король · f1 белый слон · g1 белый конь · h1 белая ладья | a8 чёрная ладья · b8 чёрный конь · c8 чёрный слон · d8 чёрный ферзь · e8 чёрный король · f8 чёрный слон · g8 чёрный конь · h8 чёрная ладья · a7 чёрная пешка · b7 чёрная пешка · c7 чёрная пешка · d7 чёрная пешка · e7 чёрная пешка · f7 чёрная пешка · g7 чёрная пешка · h7 чёрная пешка · a2 белая пешка · b2 белая пешка · c2 белая пешка · d2 белая пешка · e2 белая пешка · f2 белая пешка · g2 белая пешка · h2 белая пешка · a1 белая ладья · b1 белый конь · c1 белый слон · d1 белый ферзь · e1 белый король · f1 белый слон · g1 белый конь · h1 белая ладья | a8 чёрная ладья · b8 чёрный конь · c8 чёрный слон · d8 чёрный ферзь · e8 чёрный король · f8 чёрный слон · g8 чёрный конь · h8 чёрная ладья · a7 чёрная пешка · b7 чёрная пешка · c7 чёрная пешка · d7 чёрная пешка · e7 чёрная пешка · f7 чёрная пешка · g7 чёрная пешка · h7 чёрная пешка · a2 белая пешка · b2 белая пешка · c2 белая пешка · d2 белая пешка · e2 белая пешка · f2 белая пешка · g2 белая пешка · h2 белая пешка · a1 белая ладья · b1 белый конь · c1 белый слон · d1 белый ферзь · e1 белый король · f1 белый слон · g1 белый конь · h1 белая ладья | a8 чёрная ладья · b8 чёрный конь · c8 чёрный слон · d8 чёрный ферзь · e8 чёрный король · f8 чёрный слон · g8 чёрный конь · h8 чёрная ладья · a7 чёрная пешка · b7 чёрная пешка · c7 чёрная пешка · d7 чёрная пешка · e7 чёрная пешка · f7 чёрная пешка · g7 чёрная пешка · h7 чёрная пешка · a2 белая пешка · b2 белая пешка · c2 белая пешка · d2 белая пешка · e2 белая пешка · f2 белая пешка · g2 белая пешка · h2 белая пешка · a1 белая ладья · b1 белый конь · c1 белый слон · d1 белый ферзь · e1 белый король · f1 белый слон · g1 белый конь · h1 белая ладья | a8 чёрная ладья · b8 чёрный конь · c8 чёрный слон · d8 чёрный ферзь · e8 чёрный король · f8 чёрный слон · g8 чёрный конь · h8 чёрная ладья · a7 чёрная пешка · b7 чёрная пешка · c7 чёрная пешка · d7 чёрная пешка · e7 чёрная пешка · f7 чёрная пешка · g7 чёрная пешка · h7 чёрная пешка · a2 белая пешка · b2 белая пешка · c2 белая пешка · d2 белая пешка · e2 белая пешка · f2 белая пешка · g2 белая пешка · h2 белая пешка · a1 белая ладья · b1 белый конь · c1 белый слон · d1 белый ферзь · e1 белый король · f1 белый слон · g1 белый конь · h1 белая ладья | a8 чёрная ладья · b8 чёрный конь · c8 чёрный слон · d8 чёрный ферзь · e8 чёрный король · f8 чёрный слон · g8 чёрный конь · h8 чёрная ладья · a7 чёрная пешка · b7 чёрная пешка · c7 чёрная пешка · d7 чёрная пешка · e7 чёрная пешка · f7 чёрная пешка · g7 чёрная пешка · h7 чёрная пешка · a2 белая пешка · b2 белая пешка · c2 белая пешка · d2 белая пешка · e2 белая пешка · f2 белая пешка · g2 белая пешка · h2 белая пешка · a1 белая ладья · b1 белый конь · c1 белый слон · d1 белый ферзь · e1 белый король · f1 белый слон · g1 белый конь · h1 белая ладья | a8 чёрная ладья · b8 чёрный конь · c8 чёрный слон · d8 чёрный ферзь · e8 чёрный король · f8 чёрный слон · g8 чёрный конь · h8 чёрная ладья · a7 чёрная пешка · b7 чёрная пешка · c7 чёрная пешка · d7 чёрная пешка · e7 чёрная пешка · f7 чёрная пешка · g7 чёрная пешка · h7 чёрная пешка · a2 белая пешка · b2 белая пешка · c2 белая пешка · d2 белая пешка · e2 белая пешка · f2 белая пешка · g2 белая пешка · h2 белая пешка · a1 белая ладья · b1 белый конь · c1 белый слон · d1 белый ферзь · e1 белый король · f1 белый слон · g1 белый конь · h1 белая ладья | 6 |
| 5 | a8 чёрная ладья · b8 чёрный конь · c8 чёрный слон · d8 чёрный ферзь · e8 чёрный король · f8 чёрный слон · g8 чёрный конь · h8 чёрная ладья · a7 чёрная пешка · b7 чёрная пешка · c7 чёрная пешка · d7 чёрная пешка · e7 чёрная пешка · f7 чёрная пешка · g7 чёрная пешка · h7 чёрная пешка · a2 белая пешка · b2 белая пешка · c2 белая пешка · d2 белая пешка · e2 белая пешка · f2 белая пешка · g2 белая пешка · h2 белая пешка · a1 белая ладья · b1 белый конь · c1 белый слон · d1 белый ферзь · e1 белый король · f1 белый слон · g1 белый конь · h1 белая ладья | a8 чёрная ладья · b8 чёрный конь · c8 чёрный слон · d8 чёрный ферзь · e8 чёрный король · f8 чёрный слон · g8 чёрный конь · h8 чёрная ладья · a7 чёрная пешка · b7 чёрная пешка · c7 чёрная пешка · d7 чёрная пешка · e7 чёрная пешка · f7 чёрная пешка · g7 чёрная пешка · h7 чёрная пешка · a2 белая пешка · b2 белая пешка · c2 белая пешка · d2 белая пешка · e2 белая пешка · f2 белая пешка · g2 белая пешка · h2 белая пешка · a1 белая ладья · b1 белый конь · c1 белый слон · d1 белый ферзь · e1 белый король · f1 белый слон · g1 белый конь · h1 белая ладья | a8 чёрная ладья · b8 чёрный конь · c8 чёрный слон · d8 чёрный ферзь · e8 чёрный король · f8 чёрный слон · g8 чёрный конь · h8 чёрная ладья · a7 чёрная пешка · b7 чёрная пешка · c7 чёрная пешка · d7 чёрная пешка · e7 чёрная пешка · f7 чёрная пешка · g7 чёрная пешка · h7 чёрная пешка · a2 белая пешка · b2 белая пешка · c2 белая пешка · d2 белая пешка · e2 белая пешка · f2 белая пешка · g2 белая пешка · h2 белая пешка · a1 белая ладья · b1 белый конь · c1 белый слон · d1 белый ферзь · e1 белый король · f1 белый слон · g1 белый конь · h1 белая ладья | a8 чёрная ладья · b8 чёрный конь · c8 чёрный слон · d8 чёрный ферзь · e8 чёрный король · f8 чёрный слон · g8 чёрный конь · h8 чёрная ладья · a7 чёрная пешка · b7 чёрная пешка · c7 чёрная пешка · d7 чёрная пешка · e7 чёрная пешка · f7 чёрная пешка · g7 чёрная пешка · h7 чёрная пешка · a2 белая пешка · b2 белая пешка · c2 белая пешка · d2 белая пешка · e2 белая пешка · f2 белая пешка · g2 белая пешка · h2 белая пешка · a1 белая ладья · b1 белый конь · c1 белый слон · d1 белый ферзь · e1 белый король · f1 белый слон · g1 белый конь · h1 белая ладья | a8 чёрная ладья · b8 чёрный конь · c8 чёрный слон · d8 чёрный ферзь · e8 чёрный король · f8 чёрный слон · g8 чёрный конь · h8 чёрная ладья · a7 чёрная пешка · b7 чёрная пешка · c7 чёрная пешка · d7 чёрная пешка · e7 чёрная пешка · f7 чёрная пешка · g7 чёрная пешка · h7 чёрная пешка · a2 белая пешка · b2 белая пешка · c2 белая пешка · d2 белая пешка · e2 белая пешка · f2 белая пешка · g2 белая пешка · h2 белая пешка · a1 белая ладья · b1 белый конь · c1 белый слон · d1 белый ферзь · e1 белый король · f1 белый слон · g1 белый конь · h1 белая ладья | a8 чёрная ладья · b8 чёрный конь · c8 чёрный слон · d8 чёрный ферзь · e8 чёрный король · f8 чёрный слон · g8 чёрный конь · h8 чёрная ладья · a7 чёрная пешка · b7 чёрная пешка · c7 чёрная пешка · d7 чёрная пешка · e7 чёрная пешка · f7 чёрная пешка · g7 чёрная пешка · h7 чёрная пешка · a2 белая пешка · b2 белая пешка · c2 белая пешка · d2 белая пешка · e2 белая пешка · f2 белая пешка · g2 белая пешка · h2 белая пешка · a1 белая ладья · b1 белый конь · c1 белый слон · d1 белый ферзь · e1 белый король · f1 белый слон · g1 белый конь · h1 белая ладья | a8 чёрная ладья · b8 чёрный конь · c8 чёрный слон · d8 чёрный ферзь · e8 чёрный король · f8 чёрный слон · g8 чёрный конь · h8 чёрная ладья · a7 чёрная пешка · b7 чёрная пешка · c7 чёрная пешка · d7 чёрная пешка · e7 чёрная пешка · f7 чёрная пешка · g7 чёрная пешка · h7 чёрная пешка · a2 белая пешка · b2 белая пешка · c2 белая пешка · d2 белая пешка · e2 белая пешка · f2 белая пешка · g2 белая пешка · h2 белая пешка · a1 белая ладья · b1 белый конь · c1 белый слон · d1 белый ферзь · e1 белый король · f1 белый слон · g1 белый конь · h1 белая ладья | a8 чёрная ладья · b8 чёрный конь · c8 чёрный слон · d8 чёрный ферзь · e8 чёрный король · f8 чёрный слон · g8 чёрный конь · h8 чёрная ладья · a7 чёрная пешка · b7 чёрная пешка · c7 чёрная пешка · d7 чёрная пешка · e7 чёрная пешка · f7 чёрная пешка · g7 чёрная пешка · h7 чёрная пешка · a2 белая пешка · b2 белая пешка · c2 белая пешка · d2 белая пешка · e2 белая пешка · f2 белая пешка · g2 белая пешка · h2 белая пешка · a1 белая ладья · b1 белый конь · c1 белый слон · d1 белый ферзь · e1 белый король · f1 белый слон · g1 белый конь · h1 белая ладья | 5 |
| 4 | a8 чёрная ладья · b8 чёрный конь · c8 чёрный слон · d8 чёрный ферзь · e8 чёрный король · f8 чёрный слон · g8 чёрный конь · h8 чёрная ладья · a7 чёрная пешка · b7 чёрная пешка · c7 чёрная пешка · d7 чёрная пешка · e7 чёрная пешка · f7 чёрная пешка · g7 чёрная пешка · h7 чёрная пешка · a2 белая пешка · b2 белая пешка · c2 белая пешка · d2 белая пешка · e2 белая пешка · f2 белая пешка · g2 белая пешка · h2 белая пешка · a1 белая ладья · b1 белый конь · c1 белый слон · d1 белый ферзь · e1 белый король · f1 белый слон · g1 белый конь · h1 белая ладья | a8 чёрная ладья · b8 чёрный конь · c8 чёрный слон · d8 чёрный ферзь · e8 чёрный король · f8 чёрный слон · g8 чёрный конь · h8 чёрная ладья · a7 чёрная пешка · b7 чёрная пешка · c7 чёрная пешка · d7 чёрная пешка · e7 чёрная пешка · f7 чёрная пешка · g7 чёрная пешка · h7 чёрная пешка · a2 белая пешка · b2 белая пешка · c2 белая пешка · d2 белая пешка · e2 белая пешка · f2 белая пешка · g2 белая пешка · h2 белая пешка · a1 белая ладья · b1 белый конь · c1 белый слон · d1 белый ферзь · e1 белый король · f1 белый слон · g1 белый конь · h1 белая ладья | a8 чёрная ладья · b8 чёрный конь · c8 чёрный слон · d8 чёрный ферзь · e8 чёрный король · f8 чёрный слон · g8 чёрный конь · h8 чёрная ладья · a7 чёрная пешка · b7 чёрная пешка · c7 чёрная пешка · d7 чёрная пешка · e7 чёрная пешка · f7 чёрная пешка · g7 чёрная пешка · h7 чёрная пешка · a2 белая пешка · b2 белая пешка · c2 белая пешка · d2 белая пешка · e2 белая пешка · f2 белая пешка · g2 белая пешка · h2 белая пешка · a1 белая ладья · b1 белый конь · c1 белый слон · d1 белый ферзь · e1 белый король · f1 белый слон · g1 белый конь · h1 белая ладья | a8 чёрная ладья · b8 чёрный конь · c8 чёрный слон · d8 чёрный ферзь · e8 чёрный король · f8 чёрный слон · g8 чёрный конь · h8 чёрная ладья · a7 чёрная пешка · b7 чёрная пешка · c7 чёрная пешка · d7 чёрная пешка · e7 чёрная пешка · f7 чёрная пешка · g7 чёрная пешка · h7 чёрная пешка · a2 белая пешка · b2 белая пешка · c2 белая пешка · d2 белая пешка · e2 белая пешка · f2 белая пешка · g2 белая пешка · h2 белая пешка · a1 белая ладья · b1 белый конь · c1 белый слон · d1 белый ферзь · e1 белый король · f1 белый слон · g1 белый конь · h1 белая ладья | a8 чёрная ладья · b8 чёрный конь · c8 чёрный слон · d8 чёрный ферзь · e8 чёрный король · f8 чёрный слон · g8 чёрный конь · h8 чёрная ладья · a7 чёрная пешка · b7 чёрная пешка · c7 чёрная пешка · d7 чёрная пешка · e7 чёрная пешка · f7 чёрная пешка · g7 чёрная пешка · h7 чёрная пешка · a2 белая пешка · b2 белая пешка · c2 белая пешка · d2 белая пешка · e2 белая пешка · f2 белая пешка · g2 белая пешка · h2 белая пешка · a1 белая ладья · b1 белый конь · c1 белый слон · d1 белый ферзь · e1 белый король · f1 белый слон · g1 белый конь · h1 белая ладья | a8 чёрная ладья · b8 чёрный конь · c8 чёрный слон · d8 чёрный ферзь · e8 чёрный король · f8 чёрный слон · g8 чёрный конь · h8 чёрная ладья · a7 чёрная пешка · b7 чёрная пешка · c7 чёрная пешка · d7 чёрная пешка · e7 чёрная пешка · f7 чёрная пешка · g7 чёрная пешка · h7 чёрная пешка · a2 белая пешка · b2 белая пешка · c2 белая пешка · d2 белая пешка · e2 белая пешка · f2 белая пешка · g2 белая пешка · h2 белая пешка · a1 белая ладья · b1 белый конь · c1 белый слон · d1 белый ферзь · e1 белый король · f1 белый слон · g1 белый конь · h1 белая ладья | a8 чёрная ладья · b8 чёрный конь · c8 чёрный слон · d8 чёрный ферзь · e8 чёрный король · f8 чёрный слон · g8 чёрный конь · h8 чёрная ладья · a7 чёрная пешка · b7 чёрная пешка · c7 чёрная пешка · d7 чёрная пешка · e7 чёрная пешка · f7 чёрная пешка · g7 чёрная пешка · h7 чёрная пешка · a2 белая пешка · b2 белая пешка · c2 белая пешка · d2 белая пешка · e2 белая пешка · f2 белая пешка · g2 белая пешка · h2 белая пешка · a1 белая ладья · b1 белый конь · c1 белый слон · d1 белый ферзь · e1 белый король · f1 белый слон · g1 белый конь · h1 белая ладья | a8 чёрная ладья · b8 чёрный конь · c8 чёрный слон · d8 чёрный ферзь · e8 чёрный король · f8 чёрный слон · g8 чёрный конь · h8 чёрная ладья · a7 чёрная пешка · b7 чёрная пешка · c7 чёрная пешка · d7 чёрная пешка · e7 чёрная пешка · f7 чёрная пешка · g7 чёрная пешка · h7 чёрная пешка · a2 белая пешка · b2 белая пешка · c2 белая пешка · d2 белая пешка · e2 белая пешка · f2 белая пешка · g2 белая пешка · h2 белая пешка · a1 белая ладья · b1 белый конь · c1 белый слон · d1 белый ферзь · e1 белый король · f1 белый слон · g1 белый конь · h1 белая ладья | 4 |
| 3 | a8 чёрная ладья · b8 чёрный конь · c8 чёрный слон · d8 чёрный ферзь · e8 чёрный король · f8 чёрный слон · g8 чёрный конь · h8 чёрная ладья · a7 чёрная пешка · b7 чёрная пешка · c7 чёрная пешка · d7 чёрная пешка · e7 чёрная пешка · f7 чёрная пешка · g7 чёрная пешка · h7 чёрная пешка · a2 белая пешка · b2 белая пешка · c2 белая пешка · d2 белая пешка · e2 белая пешка · f2 белая пешка · g2 белая пешка · h2 белая пешка · a1 белая ладья · b1 белый конь · c1 белый слон · d1 белый ферзь · e1 белый король · f1 белый слон · g1 белый конь · h1 белая ладья | a8 чёрная ладья · b8 чёрный конь · c8 чёрный слон · d8 чёрный ферзь · e8 чёрный король · f8 чёрный слон · g8 чёрный конь · h8 чёрная ладья · a7 чёрная пешка · b7 чёрная пешка · c7 чёрная пешка · d7 чёрная пешка · e7 чёрная пешка · f7 чёрная пешка · g7 чёрная пешка · h7 чёрная пешка · a2 белая пешка · b2 белая пешка · c2 белая пешка · d2 белая пешка · e2 белая пешка · f2 белая пешка · g2 белая пешка · h2 белая пешка · a1 белая ладья · b1 белый конь · c1 белый слон · d1 белый ферзь · e1 белый король · f1 белый слон · g1 белый конь · h1 белая ладья | a8 чёрная ладья · b8 чёрный конь · c8 чёрный слон · d8 чёрный ферзь · e8 чёрный король · f8 чёрный слон · g8 чёрный конь · h8 чёрная ладья · a7 чёрная пешка · b7 чёрная пешка · c7 чёрная пешка · d7 чёрная пешка · e7 чёрная пешка · f7 чёрная пешка · g7 чёрная пешка · h7 чёрная пешка · a2 белая пешка · b2 белая пешка · c2 белая пешка · d2 белая пешка · e2 белая пешка · f2 белая пешка · g2 белая пешка · h2 белая пешка · a1 белая ладья · b1 белый конь · c1 белый слон · d1 белый ферзь · e1 белый король · f1 белый слон · g1 белый конь · h1 белая ладья | a8 чёрная ладья · b8 чёрный конь · c8 чёрный слон · d8 чёрный ферзь · e8 чёрный король · f8 чёрный слон · g8 чёрный конь · h8 чёрная ладья · a7 чёрная пешка · b7 чёрная пешка · c7 чёрная пешка · d7 чёрная пешка · e7 чёрная пешка · f7 чёрная пешка · g7 чёрная пешка · h7 чёрная пешка · a2 белая пешка · b2 белая пешка · c2 белая пешка · d2 белая пешка · e2 белая пешка · f2 белая пешка · g2 белая пешка · h2 белая пешка · a1 белая ладья · b1 белый конь · c1 белый слон · d1 белый ферзь · e1 белый король · f1 белый слон · g1 белый конь · h1 белая ладья | a8 чёрная ладья · b8 чёрный конь · c8 чёрный слон · d8 чёрный ферзь · e8 чёрный король · f8 чёрный слон · g8 чёрный конь · h8 чёрная ладья · a7 чёрная пешка · b7 чёрная пешка · c7 чёрная пешка · d7 чёрная пешка · e7 чёрная пешка · f7 чёрная пешка · g7 чёрная пешка · h7 чёрная пешка · a2 белая пешка · b2 белая пешка · c2 белая пешка · d2 белая пешка · e2 белая пешка · f2 белая пешка · g2 белая пешка · h2 белая пешка · a1 белая ладья · b1 белый конь · c1 белый слон · d1 белый ферзь · e1 белый король · f1 белый слон · g1 белый конь · h1 белая ладья | a8 чёрная ладья · b8 чёрный конь · c8 чёрный слон · d8 чёрный ферзь · e8 чёрный король · f8 чёрный слон · g8 чёрный конь · h8 чёрная ладья · a7 чёрная пешка · b7 чёрная пешка · c7 чёрная пешка · d7 чёрная пешка · e7 чёрная пешка · f7 чёрная пешка · g7 чёрная пешка · h7 чёрная пешка · a2 белая пешка · b2 белая пешка · c2 белая пешка · d2 белая пешка · e2 белая пешка · f2 белая пешка · g2 белая пешка · h2 белая пешка · a1 белая ладья · b1 белый конь · c1 белый слон · d1 белый ферзь · e1 белый король · f1 белый слон · g1 белый конь · h1 белая ладья | a8 чёрная ладья · b8 чёрный конь · c8 чёрный слон · d8 чёрный ферзь · e8 чёрный король · f8 чёрный слон · g8 чёрный конь · h8 чёрная ладья · a7 чёрная пешка · b7 чёрная пешка · c7 чёрная пешка · d7 чёрная пешка · e7 чёрная пешка · f7 чёрная пешка · g7 чёрная пешка · h7 чёрная пешка · a2 белая пешка · b2 белая пешка · c2 белая пешка · d2 белая пешка · e2 белая пешка · f2 белая пешка · g2 белая пешка · h2 белая пешка · a1 белая ладья · b1 белый конь · c1 белый слон · d1 белый ферзь · e1 белый король · f1 белый слон · g1 белый конь · h1 белая ладья | a8 чёрная ладья · b8 чёрный конь · c8 чёрный слон · d8 чёрный ферзь · e8 чёрный король · f8 чёрный слон · g8 чёрный конь · h8 чёрная ладья · a7 чёрная пешка · b7 чёрная пешка · c7 чёрная пешка · d7 чёрная пешка · e7 чёрная пешка · f7 чёрная пешка · g7 чёрная пешка · h7 чёрная пешка · a2 белая пешка · b2 белая пешка · c2 белая пешка · d2 белая пешка · e2 белая пешка · f2 белая пешка · g2 белая пешка · h2 белая пешка · a1 белая ладья · b1 белый конь · c1 белый слон · d1 белый ферзь · e1 белый король · f1 белый слон · g1 белый конь · h1 белая ладья | 3 |
| 2 | a8 чёрная ладья · b8 чёрный конь · c8 чёрный слон · d8 чёрный ферзь · e8 чёрный король · f8 чёрный слон · g8 чёрный конь · h8 чёрная ладья · a7 чёрная пешка · b7 чёрная пешка · c7 чёрная пешка · d7 чёрная пешка · e7 чёрная пешка · f7 чёрная пешка · g7 чёрная пешка · h7 чёрная пешка · a2 белая пешка · b2 белая пешка · c2 белая пешка · d2 белая пешка · e2 белая пешка · f2 белая пешка · g2 белая пешка · h2 белая пешка · a1 белая ладья · b1 белый конь · c1 белый слон · d1 белый ферзь · e1 белый король · f1 белый слон · g1 белый конь · h1 белая ладья | a8 чёрная ладья · b8 чёрный конь · c8 чёрный слон · d8 чёрный ферзь · e8 чёрный король · f8 чёрный слон · g8 чёрный конь · h8 чёрная ладья · a7 чёрная пешка · b7 чёрная пешка · c7 чёрная пешка · d7 чёрная пешка · e7 чёрная пешка · f7 чёрная пешка · g7 чёрная пешка · h7 чёрная пешка · a2 белая пешка · b2 белая пешка · c2 белая пешка · d2 белая пешка · e2 белая пешка · f2 белая пешка · g2 белая пешка · h2 белая пешка · a1 белая ладья · b1 белый конь · c1 белый слон · d1 белый ферзь · e1 белый король · f1 белый слон · g1 белый конь · h1 белая ладья | a8 чёрная ладья · b8 чёрный конь · c8 чёрный слон · d8 чёрный ферзь · e8 чёрный король · f8 чёрный слон · g8 чёрный конь · h8 чёрная ладья · a7 чёрная пешка · b7 чёрная пешка · c7 чёрная пешка · d7 чёрная пешка · e7 чёрная пешка · f7 чёрная пешка · g7 чёрная пешка · h7 чёрная пешка · a2 белая пешка · b2 белая пешка · c2 белая пешка · d2 белая пешка · e2 белая пешка · f2 белая пешка · g2 белая пешка · h2 белая пешка · a1 белая ладья · b1 белый конь · c1 белый слон · d1 белый ферзь · e1 белый король · f1 белый слон · g1 белый конь · h1 белая ладья | a8 чёрная ладья · b8 чёрный конь · c8 чёрный слон · d8 чёрный ферзь · e8 чёрный король · f8 чёрный слон · g8 чёрный конь · h8 чёрная ладья · a7 чёрная пешка · b7 чёрная пешка · c7 чёрная пешка · d7 чёрная пешка · e7 чёрная пешка · f7 чёрная пешка · g7 чёрная пешка · h7 чёрная пешка · a2 белая пешка · b2 белая пешка · c2 белая пешка · d2 белая пешка · e2 белая пешка · f2 белая пешка · g2 белая пешка · h2 белая пешка · a1 белая ладья · b1 белый конь · c1 белый слон · d1 белый ферзь · e1 белый король · f1 белый слон · g1 белый конь · h1 белая ладья | a8 чёрная ладья · b8 чёрный конь · c8 чёрный слон · d8 чёрный ферзь · e8 чёрный король · f8 чёрный слон · g8 чёрный конь · h8 чёрная ладья · a7 чёрная пешка · b7 чёрная пешка · c7 чёрная пешка · d7 чёрная пешка · e7 чёрная пешка · f7 чёрная пешка · g7 чёрная пешка · h7 чёрная пешка · a2 белая пешка · b2 белая пешка · c2 белая пешка · d2 белая пешка · e2 белая пешка · f2 белая пешка · g2 белая пешка · h2 белая пешка · a1 белая ладья · b1 белый конь · c1 белый слон · d1 белый ферзь · e1 белый король · f1 белый слон · g1 белый конь · h1 белая ладья | a8 чёрная ладья · b8 чёрный конь · c8 чёрный слон · d8 чёрный ферзь · e8 чёрный король · f8 чёрный слон · g8 чёрный конь · h8 чёрная ладья · a7 чёрная пешка · b7 чёрная пешка · c7 чёрная пешка · d7 чёрная пешка · e7 чёрная пешка · f7 чёрная пешка · g7 чёрная пешка · h7 чёрная пешка · a2 белая пешка · b2 белая пешка · c2 белая пешка · d2 белая пешка · e2 белая пешка · f2 белая пешка · g2 белая пешка · h2 белая пешка · a1 белая ладья · b1 белый конь · c1 белый слон · d1 белый ферзь · e1 белый король · f1 белый слон · g1 белый конь · h1 белая ладья | a8 чёрная ладья · b8 чёрный конь · c8 чёрный слон · d8 чёрный ферзь · e8 чёрный король · f8 чёрный слон · g8 чёрный конь · h8 чёрная ладья · a7 чёрная пешка · b7 чёрная пешка · c7 чёрная пешка · d7 чёрная пешка · e7 чёрная пешка · f7 чёрная пешка · g7 чёрная пешка · h7 чёрная пешка · a2 белая пешка · b2 белая пешка · c2 белая пешка · d2 белая пешка · e2 белая пешка · f2 белая пешка · g2 белая пешка · h2 белая пешка · a1 белая ладья · b1 белый конь · c1 белый слон · d1 белый ферзь · e1 белый король · f1 белый слон · g1 белый конь · h1 белая ладья | a8 чёрная ладья · b8 чёрный конь · c8 чёрный слон · d8 чёрный ферзь · e8 чёрный король · f8 чёрный слон · g8 чёрный конь · h8 чёрная ладья · a7 чёрная пешка · b7 чёрная пешка · c7 чёрная пешка · d7 чёрная пешка · e7 чёрная пешка · f7 чёрная пешка · g7 чёрная пешка · h7 чёрная пешка · a2 белая пешка · b2 белая пешка · c2 белая пешка · d2 белая пешка · e2 белая пешка · f2 белая пешка · g2 белая пешка · h2 белая пешка · a1 белая ладья · b1 белый конь · c1 белый слон · d1 белый ферзь · e1 белый король · f1 белый слон · g1 белый конь · h1 белая ладья | 2 |
| 1 | a8 чёрная ладья · b8 чёрный конь · c8 чёрный слон · d8 чёрный ферзь · e8 чёрный король · f8 чёрный слон · g8 чёрный конь · h8 чёрная ладья · a7 чёрная пешка · b7 чёрная пешка · c7 чёрная пешка · d7 чёрная пешка · e7 чёрная пешка · f7 чёрная пешка · g7 чёрная пешка · h7 чёрная пешка · a2 белая пешка · b2 белая пешка · c2 белая пешка · d2 белая пешка · e2 белая пешка · f2 белая пешка · g2 белая пешка · h2 белая пешка · a1 белая ладья · b1 белый конь · c1 белый слон · d1 белый ферзь · e1 белый король · f1 белый слон · g1 белый конь · h1 белая ладья | a8 чёрная ладья · b8 чёрный конь · c8 чёрный слон · d8 чёрный ферзь · e8 чёрный король · f8 чёрный слон · g8 чёрный конь · h8 чёрная ладья · a7 чёрная пешка · b7 чёрная пешка · c7 чёрная пешка · d7 чёрная пешка · e7 чёрная пешка · f7 чёрная пешка · g7 чёрная пешка · h7 чёрная пешка · a2 белая пешка · b2 белая пешка · c2 белая пешка · d2 белая пешка · e2 белая пешка · f2 белая пешка · g2 белая пешка · h2 белая пешка · a1 белая ладья · b1 белый конь · c1 белый слон · d1 белый ферзь · e1 белый король · f1 белый слон · g1 белый конь · h1 белая ладья | a8 чёрная ладья · b8 чёрный конь · c8 чёрный слон · d8 чёрный ферзь · e8 чёрный король · f8 чёрный слон · g8 чёрный конь · h8 чёрная ладья · a7 чёрная пешка · b7 чёрная пешка · c7 чёрная пешка · d7 чёрная пешка · e7 чёрная пешка · f7 чёрная пешка · g7 чёрная пешка · h7 чёрная пешка · a2 белая пешка · b2 белая пешка · c2 белая пешка · d2 белая пешка · e2 белая пешка · f2 белая пешка · g2 белая пешка · h2 белая пешка · a1 белая ладья · b1 белый конь · c1 белый слон · d1 белый ферзь · e1 белый король · f1 белый слон · g1 белый конь · h1 белая ладья | a8 чёрная ладья · b8 чёрный конь · c8 чёрный слон · d8 чёрный ферзь · e8 чёрный король · f8 чёрный слон · g8 чёрный конь · h8 чёрная ладья · a7 чёрная пешка · b7 чёрная пешка · c7 чёрная пешка · d7 чёрная пешка · e7 чёрная пешка · f7 чёрная пешка · g7 чёрная пешка · h7 чёрная пешка · a2 белая пешка · b2 белая пешка · c2 белая пешка · d2 белая пешка · e2 белая пешка · f2 белая пешка · g2 белая пешка · h2 белая пешка · a1 белая ладья · b1 белый конь · c1 белый слон · d1 белый ферзь · e1 белый король · f1 белый слон · g1 белый конь · h1 белая ладья | a8 чёрная ладья · b8 чёрный конь · c8 чёрный слон · d8 чёрный ферзь · e8 чёрный король · f8 чёрный слон · g8 чёрный конь · h8 чёрная ладья · a7 чёрная пешка · b7 чёрная пешка · c7 чёрная пешка · d7 чёрная пешка · e7 чёрная пешка · f7 чёрная пешка · g7 чёрная пешка · h7 чёрная пешка · a2 белая пешка · b2 белая пешка · c2 белая пешка · d2 белая пешка · e2 белая пешка · f2 белая пешка · g2 белая пешка · h2 белая пешка · a1 белая ладья · b1 белый конь · c1 белый слон · d1 белый ферзь · e1 белый король · f1 белый слон · g1 белый конь · h1 белая ладья | a8 чёрная ладья · b8 чёрный конь · c8 чёрный слон · d8 чёрный ферзь · e8 чёрный король · f8 чёрный слон · g8 чёрный конь · h8 чёрная ладья · a7 чёрная пешка · b7 чёрная пешка · c7 чёрная пешка · d7 чёрная пешка · e7 чёрная пешка · f7 чёрная пешка · g7 чёрная пешка · h7 чёрная пешка · a2 белая пешка · b2 белая пешка · c2 белая пешка · d2 белая пешка · e2 белая пешка · f2 белая пешка · g2 белая пешка · h2 белая пешка · a1 белая ладья · b1 белый конь · c1 белый слон · d1 белый ферзь · e1 белый король · f1 белый слон · g1 белый конь · h1 белая ладья | a8 чёрная ладья · b8 чёрный конь · c8 чёрный слон · d8 чёрный ферзь · e8 чёрный король · f8 чёрный слон · g8 чёрный конь · h8 чёрная ладья · a7 чёрная пешка · b7 чёрная пешка · c7 чёрная пешка · d7 чёрная пешка · e7 чёрная пешка · f7 чёрная пешка · g7 чёрная пешка · h7 чёрная пешка · a2 белая пешка · b2 белая пешка · c2 белая пешка · d2 белая пешка · e2 белая пешка · f2 белая пешка · g2 белая пешка · h2 белая пешка · a1 белая ладья · b1 белый конь · c1 белый слон · d1 белый ферзь · e1 белый король · f1 белый слон · g1 белый конь · h1 белая ладья | a8 чёрная ладья · b8 чёрный конь · c8 чёрный слон · d8 чёрный ферзь · e8 чёрный король · f8 чёрный слон · g8 чёрный конь · h8 чёрная ладья · a7 чёрная пешка · b7 чёрная пешка · c7 чёрная пешка · d7 чёрная пешка · e7 чёрная пешка · f7 чёрная пешка · g7 чёрная пешка · h7 чёрная пешка · a2 белая пешка · b2 белая пешка · c2 белая пешка · d2 белая пешка · e2 белая пешка · f2 белая пешка · g2 белая пешка · h2 белая пешка · a1 белая ладья · b1 белый конь · c1 белый слон · d1 белый ферзь · e1 белый король · f1 белый слон · g1 белый конь · h1 белая ладья | 1 |
|   | a | b | c | d | e | f | g | h |   |

Вертикали обозначаются латинскими буквами от a до h от ферзевого фланга к королевскому, горизонтали — цифрами от 1 до 8 от белых фигур к чёрным.

Каждое поле шахматной доски обозначается двумя символами — буквой вертикали и цифрой горизонтали, к которым принадлежит это поле. Так, в стандартной начальной расстановке белый король стоит на поле, имеющем обозначение e1.

## Именование фигур
| Название фигуры | Название фигуры | Обозначение в записи | Обозначение в записи |
| Русское         | Английское      | Русское              | Английское           |
| --------------- | --------------- | -------------------- | -------------------- |
| Король          | King            | Кр                   | K                    |
| Ферзь           | Queen           | Ф                    | Q                    |
| Конь            | Knight          | К                    | N                    |
| Ладья           | Rook            | Л                    | R                    |
| Слон            | Bishop          | С                    | B                    |
| Пешка           | Pawn            | Нет буквы            | Нет буквы            |

Символы «пешка» (п./p.) или «пешки» (пп./pp.) используются только для записи позиций: «Белые: Крe6, п.d7. Чёрные: Крd8».
С компьютерным набором, с его разнообразием символов, появилась возможность обозначать фигуры их изображениями. ФИДЕ рекомендует использовать изображения для печатных изданий.

## Полная запись ходов
Запись хода состоит из таких компонентов:
1. Порядковый номер хода.
2. Указание на фигуру, совершающую ход.
3. Поле, с которого сделан ход.
4. Символ взятия — буква x, либо тире для тихого хода (—), либо двоеточие :
5. Поле, на которое сделан ход.
6. Если пешка совершила превращение, после целевого поля указывается обозначение фигуры, в которую она превратилась.
7. Рокировка в длинную сторону записывается как 0-0-0, в короткую как 0-0.

Необязательные пункты:
1. Для взятия на проходе — знак e.p. (фр. en passant).
2. Для шаха — знак плюс (+). Для мата — решётка (#) или два плюса (++). В случае предложения ничьей записывается знак «(=)».
3. Многоточие (…) — знак хода чёрных. Записывается после номера хода, если в записи отсутствует предыдущий ход белых.

Пример — запись детского мата:
1. e2—e4 e7—e5
2. Сf1—c4 Кb8—c6
3. Фd1—h5 Кg8—f6
4. Фh5xf7#
Существует вариант алгебраической нотации, в котором для обозначения взятия используется двоеточие :, для мата — крест ×, для двойного шаха — двойной плюс (++). Эта нотация с советского времени широко используется в шахматной литературе на русском языке.
Формат записи ходов PGN требует обозначать рокировку как «O-O-O», с буквой «O» вместо нуля. В случае превращения пешки перед фигурой, в которую пешка превращается, записывается знак равенства.
По правилам ФИДЕ запись ходов на бланках должна производиться в алгебраической нотации, при этом предпочтительнее использовать сокращённую запись. Полная форма записи ходов в правилах ФИДЕ указывается без знака тире при тихом ходе, например 1. e2e4, хотя тире и не запрещено явным образом.

## Сокращённая запись ходов
Не указывается исходное поле. Та же партия с детским матом в сокращённой нотации выглядит так:
1. e4 e5
2. Сc4 Кc6
3. Фh5 Кf6
4. Фxf7#
Если такая нотация не позволяет указать ход однозначно (например, на какое-нибудь поле могут пойти две одинаковые фигуры), добавляется одна из координат исходного поля (если возможно — вертикаль), например: Лae1 или К3c4.
Взятия пешек записываются cxd4. Иногда используется запись cd4 или cd (если не возникает неоднозначности).

## Прочие нотации
Помимо алгебраической, существуют и другие шахматные нотации:
- Описательная: ход f2-f4 записывается как «пешка ходит на четвёртое поле королевского слона», или P-KB4. Детский мат в этой нотации запишется так:
1. P-K4 P-K4
2. B-QB4 N-QB3
3. Q-KR5?! N-KB3??
4. Q-KB7#
- Цифровая: применяется для международной игры по переписке. Каждое поле кодируется числом; записывается исходный и конечный пункт. Например, тот же ход f2-f4 записывается как 6264. Рокировка считается ходом короля. Для превращения пешки добавляется цифра (1 — ферзь, 2 — ладья, 3 — слон, 4 — конь); конечная горизонталь (которая, очевидно, должна быть 1 для чёрных и 8 для белых) часто пропускается. Этот формат, нивелируя различия в алфавитах и нотациях, позволяет передавать ходы чем угодно, включая телеграф и SMS.
- Различные форматы ручного или компьютерного стенографирования партий.

## Комментарии к ходам
Комментарии обычно не применяются в записи шахматных партий, но используются в литературе.
| Знак           | Обозначение                    |
| Оценка позиции | Оценка позиции                 |
| -------------- | ------------------------------ |
| +−             | у белых решающее преимущество  |
| ±              | у белых лучше                  |
| ⩲ ()           | у белых несколько лучше        |
| =              | равная позиция                 |
| ⩱ ()           | у чёрных несколько лучше       |
| ∓              | у чёрных лучше                 |
| −+             | у чёрных решающее преимущество |
| ∞              | неясно                         |
| ⯹ ()           | компенсация за материал        |
| ↻              | преимущество в развитии        |
| O              | преимущество в пространстве    |
| →              | с атакой                       |
| ↑              | с инициативой                  |
| ⇄              | с контригрой                   |
| ☉              | цугцванг                       |
| ⊥              | эндшпиль                       |

| Знак        | Обозначение                 |
| Оценка хода | Оценка хода                 |
| ----------- | --------------------------- |
| #           | мат                         |
| !           | очень хороший ход           |
| !!          | отличный ход                |
| ?           | слабый ход                  |
| ??          | грубая ошибка               |
| !?          | ход, заслуживающий внимания |
| ?!          | сомнительный ход            |
| Δ           | с идеей                     |
| ∇           | против плана соперника      |
| □           | единственный ход            |
| ⌓           | лучше                       |
| N           | новинка                     |
| Другое      |                             |
| ⊕           | цейтнот                     |

| Знак                      | Обозначение                |
| Геометрия шахматной доски | Геометрия шахматной доски  |
| ------------------------- | -------------------------- |
| ⇔                         | линия                      |
| ⇗                         | диагональ                  |
| ⊞                         | центр                      |
| »                         | королевский фланг          |
| «                         | ферзевый фланг             |
| Х                         | слабый пункт               |
| Слоны                     |                            |
| ⮺ ()                      | два слона                  |
| ⮻ ()                      | разноцветные слоны         |
| ⮼ ()                      | одноцветные слоны          |
| Пешки                     |                            |
| ⯺ ()                      | связанные пешки            |
| ⯻ ()                      | изолированные пешки        |
| ⯼ ()                      | сдвоенные пешки            |
| ⯽ ()                      | проходная пешка            |
| >                         | преимущество в числе пешек |

|   | a | b | c | d | e | f | g | h |   |
| - | --- | --- | --- | --- | --- | --- | --- | --- | - |
| 8 | a8 чёрная ладья · e8 чёрный король · f8 чёрный слон · h8 чёрная ладья · b7 чёрная пешка · d7 чёрный слон · f7 чёрная пешка · a6 чёрная пешка · c6 чёрный конь · d6 чёрная пешка · e6 чёрная пешка · f6 чёрная пешка · h5 чёрная пешка · e4 белая пешка · f4 белая пешка · a3 чёрный ферзь · b3 белый конь · c3 белый конь · a2 белая пешка · c2 белая пешка · d2 белый ферзь · e2 белый слон · g2 белая пешка · h2 белая пешка · a1 белая ладья · f1 белая ладья · g1 белый король | a8 чёрная ладья · e8 чёрный король · f8 чёрный слон · h8 чёрная ладья · b7 чёрная пешка · d7 чёрный слон · f7 чёрная пешка · a6 чёрная пешка · c6 чёрный конь · d6 чёрная пешка · e6 чёрная пешка · f6 чёрная пешка · h5 чёрная пешка · e4 белая пешка · f4 белая пешка · a3 чёрный ферзь · b3 белый конь · c3 белый конь · a2 белая пешка · c2 белая пешка · d2 белый ферзь · e2 белый слон · g2 белая пешка · h2 белая пешка · a1 белая ладья · f1 белая ладья · g1 белый король | a8 чёрная ладья · e8 чёрный король · f8 чёрный слон · h8 чёрная ладья · b7 чёрная пешка · d7 чёрный слон · f7 чёрная пешка · a6 чёрная пешка · c6 чёрный конь · d6 чёрная пешка · e6 чёрная пешка · f6 чёрная пешка · h5 чёрная пешка · e4 белая пешка · f4 белая пешка · a3 чёрный ферзь · b3 белый конь · c3 белый конь · a2 белая пешка · c2 белая пешка · d2 белый ферзь · e2 белый слон · g2 белая пешка · h2 белая пешка · a1 белая ладья · f1 белая ладья · g1 белый король | a8 чёрная ладья · e8 чёрный король · f8 чёрный слон · h8 чёрная ладья · b7 чёрная пешка · d7 чёрный слон · f7 чёрная пешка · a6 чёрная пешка · c6 чёрный конь · d6 чёрная пешка · e6 чёрная пешка · f6 чёрная пешка · h5 чёрная пешка · e4 белая пешка · f4 белая пешка · a3 чёрный ферзь · b3 белый конь · c3 белый конь · a2 белая пешка · c2 белая пешка · d2 белый ферзь · e2 белый слон · g2 белая пешка · h2 белая пешка · a1 белая ладья · f1 белая ладья · g1 белый король | a8 чёрная ладья · e8 чёрный король · f8 чёрный слон · h8 чёрная ладья · b7 чёрная пешка · d7 чёрный слон · f7 чёрная пешка · a6 чёрная пешка · c6 чёрный конь · d6 чёрная пешка · e6 чёрная пешка · f6 чёрная пешка · h5 чёрная пешка · e4 белая пешка · f4 белая пешка · a3 чёрный ферзь · b3 белый конь · c3 белый конь · a2 белая пешка · c2 белая пешка · d2 белый ферзь · e2 белый слон · g2 белая пешка · h2 белая пешка · a1 белая ладья · f1 белая ладья · g1 белый король | a8 чёрная ладья · e8 чёрный король · f8 чёрный слон · h8 чёрная ладья · b7 чёрная пешка · d7 чёрный слон · f7 чёрная пешка · a6 чёрная пешка · c6 чёрный конь · d6 чёрная пешка · e6 чёрная пешка · f6 чёрная пешка · h5 чёрная пешка · e4 белая пешка · f4 белая пешка · a3 чёрный ферзь · b3 белый конь · c3 белый конь · a2 белая пешка · c2 белая пешка · d2 белый ферзь · e2 белый слон · g2 белая пешка · h2 белая пешка · a1 белая ладья · f1 белая ладья · g1 белый король | a8 чёрная ладья · e8 чёрный король · f8 чёрный слон · h8 чёрная ладья · b7 чёрная пешка · d7 чёрный слон · f7 чёрная пешка · a6 чёрная пешка · c6 чёрный конь · d6 чёрная пешка · e6 чёрная пешка · f6 чёрная пешка · h5 чёрная пешка · e4 белая пешка · f4 белая пешка · a3 чёрный ферзь · b3 белый конь · c3 белый конь · a2 белая пешка · c2 белая пешка · d2 белый ферзь · e2 белый слон · g2 белая пешка · h2 белая пешка · a1 белая ладья · f1 белая ладья · g1 белый король | a8 чёрная ладья · e8 чёрный король · f8 чёрный слон · h8 чёрная ладья · b7 чёрная пешка · d7 чёрный слон · f7 чёрная пешка · a6 чёрная пешка · c6 чёрный конь · d6 чёрная пешка · e6 чёрная пешка · f6 чёрная пешка · h5 чёрная пешка · e4 белая пешка · f4 белая пешка · a3 чёрный ферзь · b3 белый конь · c3 белый конь · a2 белая пешка · c2 белая пешка · d2 белый ферзь · e2 белый слон · g2 белая пешка · h2 белая пешка · a1 белая ладья · f1 белая ладья · g1 белый король | 8 |
| 7 | a8 чёрная ладья · e8 чёрный король · f8 чёрный слон · h8 чёрная ладья · b7 чёрная пешка · d7 чёрный слон · f7 чёрная пешка · a6 чёрная пешка · c6 чёрный конь · d6 чёрная пешка · e6 чёрная пешка · f6 чёрная пешка · h5 чёрная пешка · e4 белая пешка · f4 белая пешка · a3 чёрный ферзь · b3 белый конь · c3 белый конь · a2 белая пешка · c2 белая пешка · d2 белый ферзь · e2 белый слон · g2 белая пешка · h2 белая пешка · a1 белая ладья · f1 белая ладья · g1 белый король | a8 чёрная ладья · e8 чёрный король · f8 чёрный слон · h8 чёрная ладья · b7 чёрная пешка · d7 чёрный слон · f7 чёрная пешка · a6 чёрная пешка · c6 чёрный конь · d6 чёрная пешка · e6 чёрная пешка · f6 чёрная пешка · h5 чёрная пешка · e4 белая пешка · f4 белая пешка · a3 чёрный ферзь · b3 белый конь · c3 белый конь · a2 белая пешка · c2 белая пешка · d2 белый ферзь · e2 белый слон · g2 белая пешка · h2 белая пешка · a1 белая ладья · f1 белая ладья · g1 белый король | a8 чёрная ладья · e8 чёрный король · f8 чёрный слон · h8 чёрная ладья · b7 чёрная пешка · d7 чёрный слон · f7 чёрная пешка · a6 чёрная пешка · c6 чёрный конь · d6 чёрная пешка · e6 чёрная пешка · f6 чёрная пешка · h5 чёрная пешка · e4 белая пешка · f4 белая пешка · a3 чёрный ферзь · b3 белый конь · c3 белый конь · a2 белая пешка · c2 белая пешка · d2 белый ферзь · e2 белый слон · g2 белая пешка · h2 белая пешка · a1 белая ладья · f1 белая ладья · g1 белый король | a8 чёрная ладья · e8 чёрный король · f8 чёрный слон · h8 чёрная ладья · b7 чёрная пешка · d7 чёрный слон · f7 чёрная пешка · a6 чёрная пешка · c6 чёрный конь · d6 чёрная пешка · e6 чёрная пешка · f6 чёрная пешка · h5 чёрная пешка · e4 белая пешка · f4 белая пешка · a3 чёрный ферзь · b3 белый конь · c3 белый конь · a2 белая пешка · c2 белая пешка · d2 белый ферзь · e2 белый слон · g2 белая пешка · h2 белая пешка · a1 белая ладья · f1 белая ладья · g1 белый король | a8 чёрная ладья · e8 чёрный король · f8 чёрный слон · h8 чёрная ладья · b7 чёрная пешка · d7 чёрный слон · f7 чёрная пешка · a6 чёрная пешка · c6 чёрный конь · d6 чёрная пешка · e6 чёрная пешка · f6 чёрная пешка · h5 чёрная пешка · e4 белая пешка · f4 белая пешка · a3 чёрный ферзь · b3 белый конь · c3 белый конь · a2 белая пешка · c2 белая пешка · d2 белый ферзь · e2 белый слон · g2 белая пешка · h2 белая пешка · a1 белая ладья · f1 белая ладья · g1 белый король | a8 чёрная ладья · e8 чёрный король · f8 чёрный слон · h8 чёрная ладья · b7 чёрная пешка · d7 чёрный слон · f7 чёрная пешка · a6 чёрная пешка · c6 чёрный конь · d6 чёрная пешка · e6 чёрная пешка · f6 чёрная пешка · h5 чёрная пешка · e4 белая пешка · f4 белая пешка · a3 чёрный ферзь · b3 белый конь · c3 белый конь · a2 белая пешка · c2 белая пешка · d2 белый ферзь · e2 белый слон · g2 белая пешка · h2 белая пешка · a1 белая ладья · f1 белая ладья · g1 белый король | a8 чёрная ладья · e8 чёрный король · f8 чёрный слон · h8 чёрная ладья · b7 чёрная пешка · d7 чёрный слон · f7 чёрная пешка · a6 чёрная пешка · c6 чёрный конь · d6 чёрная пешка · e6 чёрная пешка · f6 чёрная пешка · h5 чёрная пешка · e4 белая пешка · f4 белая пешка · a3 чёрный ферзь · b3 белый конь · c3 белый конь · a2 белая пешка · c2 белая пешка · d2 белый ферзь · e2 белый слон · g2 белая пешка · h2 белая пешка · a1 белая ладья · f1 белая ладья · g1 белый король | a8 чёрная ладья · e8 чёрный король · f8 чёрный слон · h8 чёрная ладья · b7 чёрная пешка · d7 чёрный слон · f7 чёрная пешка · a6 чёрная пешка · c6 чёрный конь · d6 чёрная пешка · e6 чёрная пешка · f6 чёрная пешка · h5 чёрная пешка · e4 белая пешка · f4 белая пешка · a3 чёрный ферзь · b3 белый конь · c3 белый конь · a2 белая пешка · c2 белая пешка · d2 белый ферзь · e2 белый слон · g2 белая пешка · h2 белая пешка · a1 белая ладья · f1 белая ладья · g1 белый король | 7 |
| 6 | a8 чёрная ладья · e8 чёрный король · f8 чёрный слон · h8 чёрная ладья · b7 чёрная пешка · d7 чёрный слон · f7 чёрная пешка · a6 чёрная пешка · c6 чёрный конь · d6 чёрная пешка · e6 чёрная пешка · f6 чёрная пешка · h5 чёрная пешка · e4 белая пешка · f4 белая пешка · a3 чёрный ферзь · b3 белый конь · c3 белый конь · a2 белая пешка · c2 белая пешка · d2 белый ферзь · e2 белый слон · g2 белая пешка · h2 белая пешка · a1 белая ладья · f1 белая ладья · g1 белый король | a8 чёрная ладья · e8 чёрный король · f8 чёрный слон · h8 чёрная ладья · b7 чёрная пешка · d7 чёрный слон · f7 чёрная пешка · a6 чёрная пешка · c6 чёрный конь · d6 чёрная пешка · e6 чёрная пешка · f6 чёрная пешка · h5 чёрная пешка · e4 белая пешка · f4 белая пешка · a3 чёрный ферзь · b3 белый конь · c3 белый конь · a2 белая пешка · c2 белая пешка · d2 белый ферзь · e2 белый слон · g2 белая пешка · h2 белая пешка · a1 белая ладья · f1 белая ладья · g1 белый король | a8 чёрная ладья · e8 чёрный король · f8 чёрный слон · h8 чёрная ладья · b7 чёрная пешка · d7 чёрный слон · f7 чёрная пешка · a6 чёрная пешка · c6 чёрный конь · d6 чёрная пешка · e6 чёрная пешка · f6 чёрная пешка · h5 чёрная пешка · e4 белая пешка · f4 белая пешка · a3 чёрный ферзь · b3 белый конь · c3 белый конь · a2 белая пешка · c2 белая пешка · d2 белый ферзь · e2 белый слон · g2 белая пешка · h2 белая пешка · a1 белая ладья · f1 белая ладья · g1 белый король | a8 чёрная ладья · e8 чёрный король · f8 чёрный слон · h8 чёрная ладья · b7 чёрная пешка · d7 чёрный слон · f7 чёрная пешка · a6 чёрная пешка · c6 чёрный конь · d6 чёрная пешка · e6 чёрная пешка · f6 чёрная пешка · h5 чёрная пешка · e4 белая пешка · f4 белая пешка · a3 чёрный ферзь · b3 белый конь · c3 белый конь · a2 белая пешка · c2 белая пешка · d2 белый ферзь · e2 белый слон · g2 белая пешка · h2 белая пешка · a1 белая ладья · f1 белая ладья · g1 белый король | a8 чёрная ладья · e8 чёрный король · f8 чёрный слон · h8 чёрная ладья · b7 чёрная пешка · d7 чёрный слон · f7 чёрная пешка · a6 чёрная пешка · c6 чёрный конь · d6 чёрная пешка · e6 чёрная пешка · f6 чёрная пешка · h5 чёрная пешка · e4 белая пешка · f4 белая пешка · a3 чёрный ферзь · b3 белый конь · c3 белый конь · a2 белая пешка · c2 белая пешка · d2 белый ферзь · e2 белый слон · g2 белая пешка · h2 белая пешка · a1 белая ладья · f1 белая ладья · g1 белый король | a8 чёрная ладья · e8 чёрный король · f8 чёрный слон · h8 чёрная ладья · b7 чёрная пешка · d7 чёрный слон · f7 чёрная пешка · a6 чёрная пешка · c6 чёрный конь · d6 чёрная пешка · e6 чёрная пешка · f6 чёрная пешка · h5 чёрная пешка · e4 белая пешка · f4 белая пешка · a3 чёрный ферзь · b3 белый конь · c3 белый конь · a2 белая пешка · c2 белая пешка · d2 белый ферзь · e2 белый слон · g2 белая пешка · h2 белая пешка · a1 белая ладья · f1 белая ладья · g1 белый король | a8 чёрная ладья · e8 чёрный король · f8 чёрный слон · h8 чёрная ладья · b7 чёрная пешка · d7 чёрный слон · f7 чёрная пешка · a6 чёрная пешка · c6 чёрный конь · d6 чёрная пешка · e6 чёрная пешка · f6 чёрная пешка · h5 чёрная пешка · e4 белая пешка · f4 белая пешка · a3 чёрный ферзь · b3 белый конь · c3 белый конь · a2 белая пешка · c2 белая пешка · d2 белый ферзь · e2 белый слон · g2 белая пешка · h2 белая пешка · a1 белая ладья · f1 белая ладья · g1 белый король | a8 чёрная ладья · e8 чёрный король · f8 чёрный слон · h8 чёрная ладья · b7 чёрная пешка · d7 чёрный слон · f7 чёрная пешка · a6 чёрная пешка · c6 чёрный конь · d6 чёрная пешка · e6 чёрная пешка · f6 чёрная пешка · h5 чёрная пешка · e4 белая пешка · f4 белая пешка · a3 чёрный ферзь · b3 белый конь · c3 белый конь · a2 белая пешка · c2 белая пешка · d2 белый ферзь · e2 белый слон · g2 белая пешка · h2 белая пешка · a1 белая ладья · f1 белая ладья · g1 белый король | 6 |
| 5 | a8 чёрная ладья · e8 чёрный король · f8 чёрный слон · h8 чёрная ладья · b7 чёрная пешка · d7 чёрный слон · f7 чёрная пешка · a6 чёрная пешка · c6 чёрный конь · d6 чёрная пешка · e6 чёрная пешка · f6 чёрная пешка · h5 чёрная пешка · e4 белая пешка · f4 белая пешка · a3 чёрный ферзь · b3 белый конь · c3 белый конь · a2 белая пешка · c2 белая пешка · d2 белый ферзь · e2 белый слон · g2 белая пешка · h2 белая пешка · a1 белая ладья · f1 белая ладья · g1 белый король | a8 чёрная ладья · e8 чёрный король · f8 чёрный слон · h8 чёрная ладья · b7 чёрная пешка · d7 чёрный слон · f7 чёрная пешка · a6 чёрная пешка · c6 чёрный конь · d6 чёрная пешка · e6 чёрная пешка · f6 чёрная пешка · h5 чёрная пешка · e4 белая пешка · f4 белая пешка · a3 чёрный ферзь · b3 белый конь · c3 белый конь · a2 белая пешка · c2 белая пешка · d2 белый ферзь · e2 белый слон · g2 белая пешка · h2 белая пешка · a1 белая ладья · f1 белая ладья · g1 белый король | a8 чёрная ладья · e8 чёрный король · f8 чёрный слон · h8 чёрная ладья · b7 чёрная пешка · d7 чёрный слон · f7 чёрная пешка · a6 чёрная пешка · c6 чёрный конь · d6 чёрная пешка · e6 чёрная пешка · f6 чёрная пешка · h5 чёрная пешка · e4 белая пешка · f4 белая пешка · a3 чёрный ферзь · b3 белый конь · c3 белый конь · a2 белая пешка · c2 белая пешка · d2 белый ферзь · e2 белый слон · g2 белая пешка · h2 белая пешка · a1 белая ладья · f1 белая ладья · g1 белый король | a8 чёрная ладья · e8 чёрный король · f8 чёрный слон · h8 чёрная ладья · b7 чёрная пешка · d7 чёрный слон · f7 чёрная пешка · a6 чёрная пешка · c6 чёрный конь · d6 чёрная пешка · e6 чёрная пешка · f6 чёрная пешка · h5 чёрная пешка · e4 белая пешка · f4 белая пешка · a3 чёрный ферзь · b3 белый конь · c3 белый конь · a2 белая пешка · c2 белая пешка · d2 белый ферзь · e2 белый слон · g2 белая пешка · h2 белая пешка · a1 белая ладья · f1 белая ладья · g1 белый король | a8 чёрная ладья · e8 чёрный король · f8 чёрный слон · h8 чёрная ладья · b7 чёрная пешка · d7 чёрный слон · f7 чёрная пешка · a6 чёрная пешка · c6 чёрный конь · d6 чёрная пешка · e6 чёрная пешка · f6 чёрная пешка · h5 чёрная пешка · e4 белая пешка · f4 белая пешка · a3 чёрный ферзь · b3 белый конь · c3 белый конь · a2 белая пешка · c2 белая пешка · d2 белый ферзь · e2 белый слон · g2 белая пешка · h2 белая пешка · a1 белая ладья · f1 белая ладья · g1 белый король | a8 чёрная ладья · e8 чёрный король · f8 чёрный слон · h8 чёрная ладья · b7 чёрная пешка · d7 чёрный слон · f7 чёрная пешка · a6 чёрная пешка · c6 чёрный конь · d6 чёрная пешка · e6 чёрная пешка · f6 чёрная пешка · h5 чёрная пешка · e4 белая пешка · f4 белая пешка · a3 чёрный ферзь · b3 белый конь · c3 белый конь · a2 белая пешка · c2 белая пешка · d2 белый ферзь · e2 белый слон · g2 белая пешка · h2 белая пешка · a1 белая ладья · f1 белая ладья · g1 белый король | a8 чёрная ладья · e8 чёрный король · f8 чёрный слон · h8 чёрная ладья · b7 чёрная пешка · d7 чёрный слон · f7 чёрная пешка · a6 чёрная пешка · c6 чёрный конь · d6 чёрная пешка · e6 чёрная пешка · f6 чёрная пешка · h5 чёрная пешка · e4 белая пешка · f4 белая пешка · a3 чёрный ферзь · b3 белый конь · c3 белый конь · a2 белая пешка · c2 белая пешка · d2 белый ферзь · e2 белый слон · g2 белая пешка · h2 белая пешка · a1 белая ладья · f1 белая ладья · g1 белый король | a8 чёрная ладья · e8 чёрный король · f8 чёрный слон · h8 чёрная ладья · b7 чёрная пешка · d7 чёрный слон · f7 чёрная пешка · a6 чёрная пешка · c6 чёрный конь · d6 чёрная пешка · e6 чёрная пешка · f6 чёрная пешка · h5 чёрная пешка · e4 белая пешка · f4 белая пешка · a3 чёрный ферзь · b3 белый конь · c3 белый конь · a2 белая пешка · c2 белая пешка · d2 белый ферзь · e2 белый слон · g2 белая пешка · h2 белая пешка · a1 белая ладья · f1 белая ладья · g1 белый король | 5 |
| 4 | a8 чёрная ладья · e8 чёрный король · f8 чёрный слон · h8 чёрная ладья · b7 чёрная пешка · d7 чёрный слон · f7 чёрная пешка · a6 чёрная пешка · c6 чёрный конь · d6 чёрная пешка · e6 чёрная пешка · f6 чёрная пешка · h5 чёрная пешка · e4 белая пешка · f4 белая пешка · a3 чёрный ферзь · b3 белый конь · c3 белый конь · a2 белая пешка · c2 белая пешка · d2 белый ферзь · e2 белый слон · g2 белая пешка · h2 белая пешка · a1 белая ладья · f1 белая ладья · g1 белый король | a8 чёрная ладья · e8 чёрный король · f8 чёрный слон · h8 чёрная ладья · b7 чёрная пешка · d7 чёрный слон · f7 чёрная пешка · a6 чёрная пешка · c6 чёрный конь · d6 чёрная пешка · e6 чёрная пешка · f6 чёрная пешка · h5 чёрная пешка · e4 белая пешка · f4 белая пешка · a3 чёрный ферзь · b3 белый конь · c3 белый конь · a2 белая пешка · c2 белая пешка · d2 белый ферзь · e2 белый слон · g2 белая пешка · h2 белая пешка · a1 белая ладья · f1 белая ладья · g1 белый король | a8 чёрная ладья · e8 чёрный король · f8 чёрный слон · h8 чёрная ладья · b7 чёрная пешка · d7 чёрный слон · f7 чёрная пешка · a6 чёрная пешка · c6 чёрный конь · d6 чёрная пешка · e6 чёрная пешка · f6 чёрная пешка · h5 чёрная пешка · e4 белая пешка · f4 белая пешка · a3 чёрный ферзь · b3 белый конь · c3 белый конь · a2 белая пешка · c2 белая пешка · d2 белый ферзь · e2 белый слон · g2 белая пешка · h2 белая пешка · a1 белая ладья · f1 белая ладья · g1 белый король | a8 чёрная ладья · e8 чёрный король · f8 чёрный слон · h8 чёрная ладья · b7 чёрная пешка · d7 чёрный слон · f7 чёрная пешка · a6 чёрная пешка · c6 чёрный конь · d6 чёрная пешка · e6 чёрная пешка · f6 чёрная пешка · h5 чёрная пешка · e4 белая пешка · f4 белая пешка · a3 чёрный ферзь · b3 белый конь · c3 белый конь · a2 белая пешка · c2 белая пешка · d2 белый ферзь · e2 белый слон · g2 белая пешка · h2 белая пешка · a1 белая ладья · f1 белая ладья · g1 белый король | a8 чёрная ладья · e8 чёрный король · f8 чёрный слон · h8 чёрная ладья · b7 чёрная пешка · d7 чёрный слон · f7 чёрная пешка · a6 чёрная пешка · c6 чёрный конь · d6 чёрная пешка · e6 чёрная пешка · f6 чёрная пешка · h5 чёрная пешка · e4 белая пешка · f4 белая пешка · a3 чёрный ферзь · b3 белый конь · c3 белый конь · a2 белая пешка · c2 белая пешка · d2 белый ферзь · e2 белый слон · g2 белая пешка · h2 белая пешка · a1 белая ладья · f1 белая ладья · g1 белый король | a8 чёрная ладья · e8 чёрный король · f8 чёрный слон · h8 чёрная ладья · b7 чёрная пешка · d7 чёрный слон · f7 чёрная пешка · a6 чёрная пешка · c6 чёрный конь · d6 чёрная пешка · e6 чёрная пешка · f6 чёрная пешка · h5 чёрная пешка · e4 белая пешка · f4 белая пешка · a3 чёрный ферзь · b3 белый конь · c3 белый конь · a2 белая пешка · c2 белая пешка · d2 белый ферзь · e2 белый слон · g2 белая пешка · h2 белая пешка · a1 белая ладья · f1 белая ладья · g1 белый король | a8 чёрная ладья · e8 чёрный король · f8 чёрный слон · h8 чёрная ладья · b7 чёрная пешка · d7 чёрный слон · f7 чёрная пешка · a6 чёрная пешка · c6 чёрный конь · d6 чёрная пешка · e6 чёрная пешка · f6 чёрная пешка · h5 чёрная пешка · e4 белая пешка · f4 белая пешка · a3 чёрный ферзь · b3 белый конь · c3 белый конь · a2 белая пешка · c2 белая пешка · d2 белый ферзь · e2 белый слон · g2 белая пешка · h2 белая пешка · a1 белая ладья · f1 белая ладья · g1 белый король | a8 чёрная ладья · e8 чёрный король · f8 чёрный слон · h8 чёрная ладья · b7 чёрная пешка · d7 чёрный слон · f7 чёрная пешка · a6 чёрная пешка · c6 чёрный конь · d6 чёрная пешка · e6 чёрная пешка · f6 чёрная пешка · h5 чёрная пешка · e4 белая пешка · f4 белая пешка · a3 чёрный ферзь · b3 белый конь · c3 белый конь · a2 белая пешка · c2 белая пешка · d2 белый ферзь · e2 белый слон · g2 белая пешка · h2 белая пешка · a1 белая ладья · f1 белая ладья · g1 белый король | 4 |
| 3 | a8 чёрная ладья · e8 чёрный король · f8 чёрный слон · h8 чёрная ладья · b7 чёрная пешка · d7 чёрный слон · f7 чёрная пешка · a6 чёрная пешка · c6 чёрный конь · d6 чёрная пешка · e6 чёрная пешка · f6 чёрная пешка · h5 чёрная пешка · e4 белая пешка · f4 белая пешка · a3 чёрный ферзь · b3 белый конь · c3 белый конь · a2 белая пешка · c2 белая пешка · d2 белый ферзь · e2 белый слон · g2 белая пешка · h2 белая пешка · a1 белая ладья · f1 белая ладья · g1 белый король | a8 чёрная ладья · e8 чёрный король · f8 чёрный слон · h8 чёрная ладья · b7 чёрная пешка · d7 чёрный слон · f7 чёрная пешка · a6 чёрная пешка · c6 чёрный конь · d6 чёрная пешка · e6 чёрная пешка · f6 чёрная пешка · h5 чёрная пешка · e4 белая пешка · f4 белая пешка · a3 чёрный ферзь · b3 белый конь · c3 белый конь · a2 белая пешка · c2 белая пешка · d2 белый ферзь · e2 белый слон · g2 белая пешка · h2 белая пешка · a1 белая ладья · f1 белая ладья · g1 белый король | a8 чёрная ладья · e8 чёрный король · f8 чёрный слон · h8 чёрная ладья · b7 чёрная пешка · d7 чёрный слон · f7 чёрная пешка · a6 чёрная пешка · c6 чёрный конь · d6 чёрная пешка · e6 чёрная пешка · f6 чёрная пешка · h5 чёрная пешка · e4 белая пешка · f4 белая пешка · a3 чёрный ферзь · b3 белый конь · c3 белый конь · a2 белая пешка · c2 белая пешка · d2 белый ферзь · e2 белый слон · g2 белая пешка · h2 белая пешка · a1 белая ладья · f1 белая ладья · g1 белый король | a8 чёрная ладья · e8 чёрный король · f8 чёрный слон · h8 чёрная ладья · b7 чёрная пешка · d7 чёрный слон · f7 чёрная пешка · a6 чёрная пешка · c6 чёрный конь · d6 чёрная пешка · e6 чёрная пешка · f6 чёрная пешка · h5 чёрная пешка · e4 белая пешка · f4 белая пешка · a3 чёрный ферзь · b3 белый конь · c3 белый конь · a2 белая пешка · c2 белая пешка · d2 белый ферзь · e2 белый слон · g2 белая пешка · h2 белая пешка · a1 белая ладья · f1 белая ладья · g1 белый король | a8 чёрная ладья · e8 чёрный король · f8 чёрный слон · h8 чёрная ладья · b7 чёрная пешка · d7 чёрный слон · f7 чёрная пешка · a6 чёрная пешка · c6 чёрный конь · d6 чёрная пешка · e6 чёрная пешка · f6 чёрная пешка · h5 чёрная пешка · e4 белая пешка · f4 белая пешка · a3 чёрный ферзь · b3 белый конь · c3 белый конь · a2 белая пешка · c2 белая пешка · d2 белый ферзь · e2 белый слон · g2 белая пешка · h2 белая пешка · a1 белая ладья · f1 белая ладья · g1 белый король | a8 чёрная ладья · e8 чёрный король · f8 чёрный слон · h8 чёрная ладья · b7 чёрная пешка · d7 чёрный слон · f7 чёрная пешка · a6 чёрная пешка · c6 чёрный конь · d6 чёрная пешка · e6 чёрная пешка · f6 чёрная пешка · h5 чёрная пешка · e4 белая пешка · f4 белая пешка · a3 чёрный ферзь · b3 белый конь · c3 белый конь · a2 белая пешка · c2 белая пешка · d2 белый ферзь · e2 белый слон · g2 белая пешка · h2 белая пешка · a1 белая ладья · f1 белая ладья · g1 белый король | a8 чёрная ладья · e8 чёрный король · f8 чёрный слон · h8 чёрная ладья · b7 чёрная пешка · d7 чёрный слон · f7 чёрная пешка · a6 чёрная пешка · c6 чёрный конь · d6 чёрная пешка · e6 чёрная пешка · f6 чёрная пешка · h5 чёрная пешка · e4 белая пешка · f4 белая пешка · a3 чёрный ферзь · b3 белый конь · c3 белый конь · a2 белая пешка · c2 белая пешка · d2 белый ферзь · e2 белый слон · g2 белая пешка · h2 белая пешка · a1 белая ладья · f1 белая ладья · g1 белый король | a8 чёрная ладья · e8 чёрный король · f8 чёрный слон · h8 чёрная ладья · b7 чёрная пешка · d7 чёрный слон · f7 чёрная пешка · a6 чёрная пешка · c6 чёрный конь · d6 чёрная пешка · e6 чёрная пешка · f6 чёрная пешка · h5 чёрная пешка · e4 белая пешка · f4 белая пешка · a3 чёрный ферзь · b3 белый конь · c3 белый конь · a2 белая пешка · c2 белая пешка · d2 белый ферзь · e2 белый слон · g2 белая пешка · h2 белая пешка · a1 белая ладья · f1 белая ладья · g1 белый король | 3 |
| 2 | a8 чёрная ладья · e8 чёрный король · f8 чёрный слон · h8 чёрная ладья · b7 чёрная пешка · d7 чёрный слон · f7 чёрная пешка · a6 чёрная пешка · c6 чёрный конь · d6 чёрная пешка · e6 чёрная пешка · f6 чёрная пешка · h5 чёрная пешка · e4 белая пешка · f4 белая пешка · a3 чёрный ферзь · b3 белый конь · c3 белый конь · a2 белая пешка · c2 белая пешка · d2 белый ферзь · e2 белый слон · g2 белая пешка · h2 белая пешка · a1 белая ладья · f1 белая ладья · g1 белый король | a8 чёрная ладья · e8 чёрный король · f8 чёрный слон · h8 чёрная ладья · b7 чёрная пешка · d7 чёрный слон · f7 чёрная пешка · a6 чёрная пешка · c6 чёрный конь · d6 чёрная пешка · e6 чёрная пешка · f6 чёрная пешка · h5 чёрная пешка · e4 белая пешка · f4 белая пешка · a3 чёрный ферзь · b3 белый конь · c3 белый конь · a2 белая пешка · c2 белая пешка · d2 белый ферзь · e2 белый слон · g2 белая пешка · h2 белая пешка · a1 белая ладья · f1 белая ладья · g1 белый король | a8 чёрная ладья · e8 чёрный король · f8 чёрный слон · h8 чёрная ладья · b7 чёрная пешка · d7 чёрный слон · f7 чёрная пешка · a6 чёрная пешка · c6 чёрный конь · d6 чёрная пешка · e6 чёрная пешка · f6 чёрная пешка · h5 чёрная пешка · e4 белая пешка · f4 белая пешка · a3 чёрный ферзь · b3 белый конь · c3 белый конь · a2 белая пешка · c2 белая пешка · d2 белый ферзь · e2 белый слон · g2 белая пешка · h2 белая пешка · a1 белая ладья · f1 белая ладья · g1 белый король | a8 чёрная ладья · e8 чёрный король · f8 чёрный слон · h8 чёрная ладья · b7 чёрная пешка · d7 чёрный слон · f7 чёрная пешка · a6 чёрная пешка · c6 чёрный конь · d6 чёрная пешка · e6 чёрная пешка · f6 чёрная пешка · h5 чёрная пешка · e4 белая пешка · f4 белая пешка · a3 чёрный ферзь · b3 белый конь · c3 белый конь · a2 белая пешка · c2 белая пешка · d2 белый ферзь · e2 белый слон · g2 белая пешка · h2 белая пешка · a1 белая ладья · f1 белая ладья · g1 белый король | a8 чёрная ладья · e8 чёрный король · f8 чёрный слон · h8 чёрная ладья · b7 чёрная пешка · d7 чёрный слон · f7 чёрная пешка · a6 чёрная пешка · c6 чёрный конь · d6 чёрная пешка · e6 чёрная пешка · f6 чёрная пешка · h5 чёрная пешка · e4 белая пешка · f4 белая пешка · a3 чёрный ферзь · b3 белый конь · c3 белый конь · a2 белая пешка · c2 белая пешка · d2 белый ферзь · e2 белый слон · g2 белая пешка · h2 белая пешка · a1 белая ладья · f1 белая ладья · g1 белый король | a8 чёрная ладья · e8 чёрный король · f8 чёрный слон · h8 чёрная ладья · b7 чёрная пешка · d7 чёрный слон · f7 чёрная пешка · a6 чёрная пешка · c6 чёрный конь · d6 чёрная пешка · e6 чёрная пешка · f6 чёрная пешка · h5 чёрная пешка · e4 белая пешка · f4 белая пешка · a3 чёрный ферзь · b3 белый конь · c3 белый конь · a2 белая пешка · c2 белая пешка · d2 белый ферзь · e2 белый слон · g2 белая пешка · h2 белая пешка · a1 белая ладья · f1 белая ладья · g1 белый король | a8 чёрная ладья · e8 чёрный король · f8 чёрный слон · h8 чёрная ладья · b7 чёрная пешка · d7 чёрный слон · f7 чёрная пешка · a6 чёрная пешка · c6 чёрный конь · d6 чёрная пешка · e6 чёрная пешка · f6 чёрная пешка · h5 чёрная пешка · e4 белая пешка · f4 белая пешка · a3 чёрный ферзь · b3 белый конь · c3 белый конь · a2 белая пешка · c2 белая пешка · d2 белый ферзь · e2 белый слон · g2 белая пешка · h2 белая пешка · a1 белая ладья · f1 белая ладья · g1 белый король | a8 чёрная ладья · e8 чёрный король · f8 чёрный слон · h8 чёрная ладья · b7 чёрная пешка · d7 чёрный слон · f7 чёрная пешка · a6 чёрная пешка · c6 чёрный конь · d6 чёрная пешка · e6 чёрная пешка · f6 чёрная пешка · h5 чёрная пешка · e4 белая пешка · f4 белая пешка · a3 чёрный ферзь · b3 белый конь · c3 белый конь · a2 белая пешка · c2 белая пешка · d2 белый ферзь · e2 белый слон · g2 белая пешка · h2 белая пешка · a1 белая ладья · f1 белая ладья · g1 белый король | 2 |
| 1 | a8 чёрная ладья · e8 чёрный король · f8 чёрный слон · h8 чёрная ладья · b7 чёрная пешка · d7 чёрный слон · f7 чёрная пешка · a6 чёрная пешка · c6 чёрный конь · d6 чёрная пешка · e6 чёрная пешка · f6 чёрная пешка · h5 чёрная пешка · e4 белая пешка · f4 белая пешка · a3 чёрный ферзь · b3 белый конь · c3 белый конь · a2 белая пешка · c2 белая пешка · d2 белый ферзь · e2 белый слон · g2 белая пешка · h2 белая пешка · a1 белая ладья · f1 белая ладья · g1 белый король | a8 чёрная ладья · e8 чёрный король · f8 чёрный слон · h8 чёрная ладья · b7 чёрная пешка · d7 чёрный слон · f7 чёрная пешка · a6 чёрная пешка · c6 чёрный конь · d6 чёрная пешка · e6 чёрная пешка · f6 чёрная пешка · h5 чёрная пешка · e4 белая пешка · f4 белая пешка · a3 чёрный ферзь · b3 белый конь · c3 белый конь · a2 белая пешка · c2 белая пешка · d2 белый ферзь · e2 белый слон · g2 белая пешка · h2 белая пешка · a1 белая ладья · f1 белая ладья · g1 белый король | a8 чёрная ладья · e8 чёрный король · f8 чёрный слон · h8 чёрная ладья · b7 чёрная пешка · d7 чёрный слон · f7 чёрная пешка · a6 чёрная пешка · c6 чёрный конь · d6 чёрная пешка · e6 чёрная пешка · f6 чёрная пешка · h5 чёрная пешка · e4 белая пешка · f4 белая пешка · a3 чёрный ферзь · b3 белый конь · c3 белый конь · a2 белая пешка · c2 белая пешка · d2 белый ферзь · e2 белый слон · g2 белая пешка · h2 белая пешка · a1 белая ладья · f1 белая ладья · g1 белый король | a8 чёрная ладья · e8 чёрный король · f8 чёрный слон · h8 чёрная ладья · b7 чёрная пешка · d7 чёрный слон · f7 чёрная пешка · a6 чёрная пешка · c6 чёрный конь · d6 чёрная пешка · e6 чёрная пешка · f6 чёрная пешка · h5 чёрная пешка · e4 белая пешка · f4 белая пешка · a3 чёрный ферзь · b3 белый конь · c3 белый конь · a2 белая пешка · c2 белая пешка · d2 белый ферзь · e2 белый слон · g2 белая пешка · h2 белая пешка · a1 белая ладья · f1 белая ладья · g1 белый король | a8 чёрная ладья · e8 чёрный король · f8 чёрный слон · h8 чёрная ладья · b7 чёрная пешка · d7 чёрный слон · f7 чёрная пешка · a6 чёрная пешка · c6 чёрный конь · d6 чёрная пешка · e6 чёрная пешка · f6 чёрная пешка · h5 чёрная пешка · e4 белая пешка · f4 белая пешка · a3 чёрный ферзь · b3 белый конь · c3 белый конь · a2 белая пешка · c2 белая пешка · d2 белый ферзь · e2 белый слон · g2 белая пешка · h2 белая пешка · a1 белая ладья · f1 белая ладья · g1 белый король | a8 чёрная ладья · e8 чёрный король · f8 чёрный слон · h8 чёрная ладья · b7 чёрная пешка · d7 чёрный слон · f7 чёрная пешка · a6 чёрная пешка · c6 чёрный конь · d6 чёрная пешка · e6 чёрная пешка · f6 чёрная пешка · h5 чёрная пешка · e4 белая пешка · f4 белая пешка · a3 чёрный ферзь · b3 белый конь · c3 белый конь · a2 белая пешка · c2 белая пешка · d2 белый ферзь · e2 белый слон · g2 белая пешка · h2 белая пешка · a1 белая ладья · f1 белая ладья · g1 белый король | a8 чёрная ладья · e8 чёрный король · f8 чёрный слон · h8 чёрная ладья · b7 чёрная пешка · d7 чёрный слон · f7 чёрная пешка · a6 чёрная пешка · c6 чёрный конь · d6 чёрная пешка · e6 чёрная пешка · f6 чёрная пешка · h5 чёрная пешка · e4 белая пешка · f4 белая пешка · a3 чёрный ферзь · b3 белый конь · c3 белый конь · a2 белая пешка · c2 белая пешка · d2 белый ферзь · e2 белый слон · g2 белая пешка · h2 белая пешка · a1 белая ладья · f1 белая ладья · g1 белый король | a8 чёрная ладья · e8 чёрный король · f8 чёрный слон · h8 чёрная ладья · b7 чёрная пешка · d7 чёрный слон · f7 чёрная пешка · a6 чёрная пешка · c6 чёрный конь · d6 чёрная пешка · e6 чёрная пешка · f6 чёрная пешка · h5 чёрная пешка · e4 белая пешка · f4 белая пешка · a3 чёрный ферзь · b3 белый конь · c3 белый конь · a2 белая пешка · c2 белая пешка · d2 белый ферзь · e2 белый слон · g2 белая пешка · h2 белая пешка · a1 белая ладья · f1 белая ладья · g1 белый король | 1 |
|   | a | b | c | d | e | f | g | h |   |

- ? — ошибка — плохой ход, который не стоило бы играть.
- ?? — грубая ошибка или явный зевок. Например, подставить ферзя под бой или не увидеть мата со стороны противника.
- ?! — сомнительный ход. Например, жертва, требующая после этого сложной атаки.
- !? — интересный ход. Например, хитрая ловушка в проигранной ситуации. Существует шутка: «ленивый комментатор пишет !?, когда не знает, в чём смысл хода».
- ! — хороший ход.
- !! — отличный ход, демонстрирующий мастерство шахматиста.

Такие комментарии явно субъективны: например, когда Спасский сделал сомнительный ход конём (Кb1!!) и выиграл, Эдмар Меднис заявил об этом: если бы он проиграл, ход был бы с двумя вопросительными знаками. Джон Нанн в 1992 году попытался формализовать эти комментарии:
- ! — единственный ход, сохраняющий оценку позиции. Например, если игра ничейная, единственный ход, не ведущий к проигрышу; если игра победная — единственный ход, сохраняющий победу. Восклицательный знак у Нанна используется независимо от того, насколько тривиален ход (если только это не единственный допустимый ход).
- !! — труднонаходимый ход «!».
- ? — ход, снижающий оценку позиции, то есть превращающий выигрышную позицию в ничейную или даже в проигранную, или ничейную в проигранную.
- ?? — явный ход «?», «зевок».
- !? — ход, не изменяющий оценки, но упрощающий работу шахматиста: в теоретически проигранной позиции противнику для выигрыша требуется последовательность ходов «!» или в ничейной позиции для спасения партии противнику требуется последовательность ходов «!».
- ?! — ход, не изменяющий оценки, но затрудняющий работу: чтобы сохранить игру ничейной или выиграть, требуется несколько ходов «!».

Похожих взглядов придерживается и Хюбнер. Соглашения Нанна изредка используются в книгах об эндшпилях; в комментариях к полным партиям они на данный момент неприменимы.
В шахматной композиции:
- ! — решающий, ключевой ход задачи (а также опровержение — ответ противной стороны на неверный ход)
- ? — неверный ход, ложный след.

## Запись результатов серий партий
Для представления обобщённых результатов серии партий (матчей или результатов выступлений в турнире) используется два вида записи:
Соотношение очков«XX:YY». Здесь XX — количество очков, набранных первым шахматистом, YY — количество очков, набранных вторым. Выигрыш приносит 1 очко, проигрыш — 0, ничья — по 0,5 очка каждому. Например, счёт 8,5:12,5 означает, что в серии из 21 партии первый шахматист проиграл, набрав 8,5 очков против 12,5 очков у второго.
+Побед−Поражений=НичьихЗапись имеет вид «+AA−BB=CC», она означает, что в серии партий игрок, о котором идёт речь, выиграл AA партий, проиграл BB партий и сделал CC ничьих. Например, «+6−4=11» означает, что игрок выиграл 6 партий, проиграл 4 и свёл вничью 11.